# Eamonn Kissane
Eamon Kissane (13 janvier 1899-20 mai 1979) est un homme politique irlandais du Fianna Fáil qui est secrétaire parlementaire du Taoiseach et secrétaire parlementaire du ministre de la Défense de 1943 à 1948, et secrétaire parlementaire du ministre des Terres de février 1943 à juillet 1943. Il est sénateur de 1951 à 1965 et Teachta Dála (TD) de 1932 à 1951.

## Jeunesse
Membre d'une famille d'agriculteurs prospère de Newtownsandes (aujourd'hui Moyvane) dans le nord du comté de Kerry, il rejoint les Volontaires irlandais et est élu au conseil du comté de Kerry à l'âge de 21 ans. Il combat lors de la guerre d'indépendance irlandaise et du côté anti-traité lors de la guerre civile irlandaise. Il est emprisonné par les autorités de l'État libre d'Irlande en 1922-1923.
Profondément intéressé par la culture irlandaise, Kissane est membre du Ligue gaélique et travaille comme professeur de langue irlandaise jusqu'à son élection au Dáil,.

## Carrière parlementaire
Kissane est élu pour la première fois au Dáil Éireann en tant que député du Fianna Fáil pour la circonscription de Kerry lors des élections générales de 1932 qui marquent le début de seize années de règne ininterrompu pour le Fianna Fáil d'Éamon de Valera. Dans les derniers mois du 10e Dáil, Kissane obtient sa première promotion, en tant que secrétaire parlementaire du ministre des Terres, de février à juin 1943. Après la victoire du Fianna Fáil aux élections générales de 1944, Kissane est nommé secrétaire parlementaire du Taoiseach (whip en chef du gouvernement) et secrétaire parlementaire du ministre de la Défense. Il occupe ce poste jusqu'à la défaite du Fianna Fáil aux élections générales de 1948, lorsque le premier gouvernement interpartis prend ses fonctions.
Le Fianna Fáil remporte les élections générales de 1951, mais Kissane perd son siège au Dáil à Kerry North. Vivant désormais à New Ross, dans le comté de Wexford, Kissane est battu de manière inattendue par John Lynch du Fine Gael. Il se présente de nouveau à Kerry North aux élections générales de 1954, mais échoue.
Après sa défaite en 1951, Kissane est nommé par le Taoiseach au 7e Seanad, et en 1954, il est élu par le Comité culturel et éducatif au 8e Seanad. Le panel le réélit aux deux Seanads suivants, mais il ne se présente pas aux élections de 1965 au 11e Seanad et se retire de la politique.
En septembre 1935, il épouse le Dr Anne Kehoe à l'église de St Andrew, Westland Row. Il obtient un diplôme en droit tard dans sa vie et est admis au barreau en 1938.
Kissane est un talentueux joueur de violon et de flûte et est l'un des fondateurs de Comhaltas Ceoltóirí Éireann.